# Hypochrysops duaringae
Hypochrysops duaringae är en fjärilsart som beskrevs av Waterhouse 1903. Hypochrysops duaringae ingår i släktet Hypochrysops och familjen juvelvingar. Inga underarter finns listade i Catalogue of Life.